# Новохопьорск
Новохопьорск (на руски: Новохопёрск) е град в Русия, административен център на Новохопьорски район, Воронежка област. Населението на града към 1 януари 2018 е 6108 души. Градът е разположен на десния бряг на река Хопьор, 270 км югоизточно от Воронеж.